# Юстініан (Марина)
Патріарх Юстиніан (рум. Patriarhul Justinian, Іоанн Марина, рум. Ioan Marina; 2 лютого 1901, Суєшть, жудець Вилча  — 26 березня 1977, Бухарест) — єпископ Румунської православної церкви, Патріарх Румунський.

## Життєпис
У 1923 закінчив духовну семінарію, після працював вчителем. 
1924  — рукопокладений в ієрея. 
1925  — поступив на богословський факультет Бухарестського університету, який закінчив у 1929 зі ступенем кандидата богослов’я. 
1945  — хіротонія в єпископа Васлуйського, вікарія митрополита Молдавії та Сучави. 
1947  — призначений митрополитом Васлуйської єпархії. 
24 травня 1948  — обраний патріархом всієї Румунії. 